# Florø
Florø är en tätort och stad som utgör centralort i Kinns kommun i Vestland fylke i västra Norge.
Florø blev stad 1860 och är Norges västligaste. Den planerades som stad redan från början och har därför en mer genomtänkt struktur än många andra tätorter. Huvudgatan, "Strandgata", populärt shoppingstråk, går parallellt med kustlinjen.
Florøs huvudnäring var från början fiske. I dag är det mer differentierat, fortfarande spelar dock fisket en stor roll, men även fiskodling, handel och serviceverksamhet är viktigt. I havet utanför finns stora olje- och gasfältet Statfjord och Florø är utgångspunkt för servicen ditut.
Kystmuseet i Sogn og Fjordane har en stor samling båtar och redskap och visar kustkulturens utveckling. Här finns även konstutställningar med anknytning till området. Här finns kortbaneflygplats och Hurtigruten anlöper staden.
I Florø föddes bröderna Ernst och Georg Ossian Sars, två berömda forskare vilka 1960 hedrades i staden genom avtäckandet av en dubbelbyst.

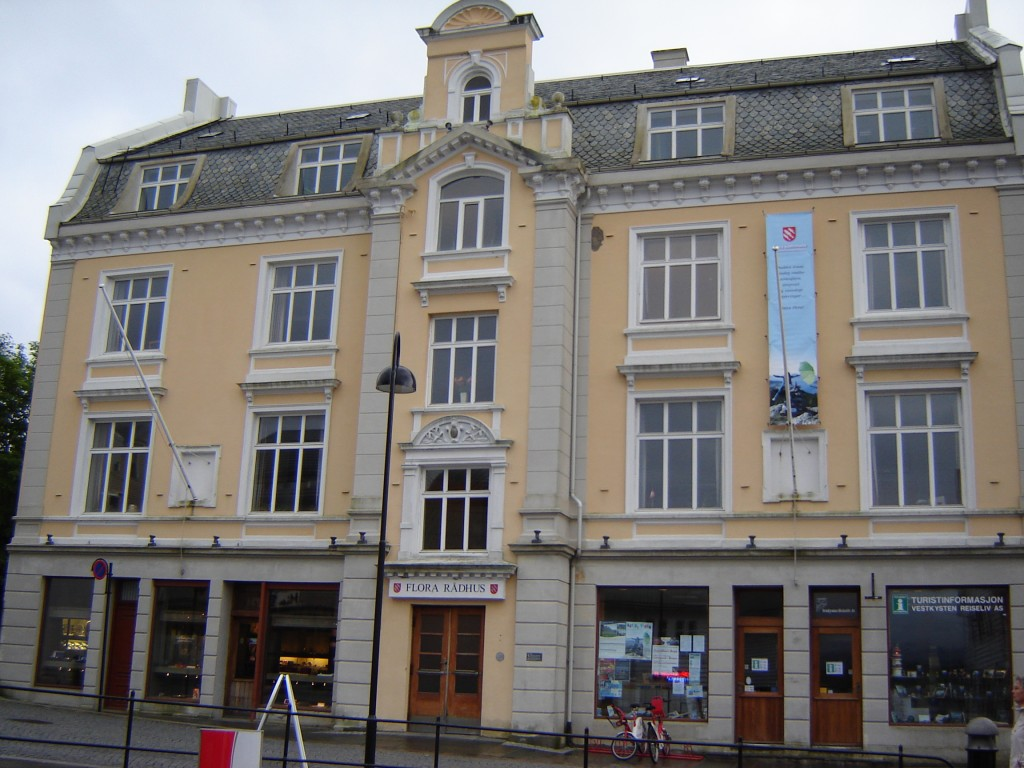
Rådhuset.